# 森山理来
森山 理来（もりやま りく、10月1日 - ）は、日本の女性声優。埼玉県出身。
代表作に『まほらば〜Heartful days』のみっちゃん役などがある。

## 人物
事務所は2009年11月初旬まではマック・ミックに所属していた。
特技はバドミントン、お菓子づくり。趣味は舞台・映画・絵画鑑賞。

## 出演

### テレビアニメ
- まほらば〜Heartful days（2005年、浅葱三千代(みっちゃん)、藍沢理想奈(ホモスキー)、黄有麗(ヨ〜ちゃん)）
- おばさん魔女となかまたち

### ゲーム
- 水月 〜迷心〜（2004年、琴乃宮雪）
- スクールなびげーしょん!（赤松新美、形紀色）

### ドラマCD
- らぶドル 〜Lovely Idol〜（2003年、北条比奈）
- ドラマCD 水月—夢雫—（2005年、琴乃宮雪）
- 不器用なサイレント（美術部顧問）

### 舞台
- アネモネ#
- ぴゅうあいず（梨子）
- アネモネ♭朗読劇
- 人ゴミの軌跡（みさき）
- 白の夕暮れ